# Marguerite Gurgand
Œuvres principales
Les Demoiselles de Beaumoreau (1981)
Marguerite Gurgand, née Marguerite Lévêque le 4 février 1916 à Tillou, commune de Chef-Boutonne dans les Deux-Sèvres et morte dans le même village le 30 octobre 1981, est une écrivaine française, lauréate du prix du Livre Inter en 1981.

## Biographie
Marguerite Lévêque, fille d'Édouard Lévêque et de Marie Alida Prieur, épouse Gaston Gurgand. Femme au foyer, le couple a trois enfants, dont le journaliste et écrivain Jean-Noël Gurgand (1936-1988).
Après un cancer, elle décide de se retirer dans son village natal de Tillou, où elle entreprend d'écrire. Elle publie son premier livre en 1979. « Je voulais raconter des histoires à mes petits-enfants », dit-elle dans l'émission Radioscopie.

## Œuvre
- 1979 : Nous n'irons plus au bois
- 1981 : Les Demoiselles de Beaumoreau[3] — prix du Livre Inter, prix des Maisons de la Presse, prix de l'Académie de Bretagne.
- 1982 : L'Histoire de Charles Brunet (livre posthume terminé par Jean-Noël Gurgand)

## Hommage
La bibliothèque de Chef-Boutonne, dans les Deux-Sèvres, porte le nom de Bibliothèque Marguerite-Gurgand.